# Domenico Cannone
Domenico Antonio Cannone (Bari, 25 settembre 1973) è un ex canoista italiano.

## Biografia
Nato nel 1973 a Bari, a 22 anni ha partecipato ai Giochi olimpici di Atlanta 1996, nel C2 500 m con Antonio Marmorino, passando le batterie con il 3º posto e il tempo di 1'46"996, ma venendo eliminato in semifinale, 9º in 1'47"557.
L'anno successivo ha vinto 2 argenti ai Giochi del Mediterraneo di Bari 1997, nel C1 500 m, con il tempo di 1'57"586, dietro allo spagnolo José Manuel Crespo, e nel C2 500 m, insieme ad Antonio Marmorino, in 1'47"383, dietro ai francesi Benoît Bernard e Éric le Leuch.
Dopo il ritiro è diventato allenatore federale della canoa canadese.

## Palmarès

### Giochi del Mediterraneo
- 2 medaglie:
  - 2 argenti (C1 500 m a Bari 1997, C2 500 m a Bari 1997)